# I ♥ MUSIC
『i ♥ MUSIC』（アイラブミュージック）は、2007年4月4日から2009年3月25日まで東海テレビで放送された音楽番組。
この項目では、2007年10月25日から2009年3月26日まで同局で放送された関連番組『i ♥ MUSIC premium』（アイラブミュージック プレミアム）についても触れる。

## 概要
『i ♥ MUSIC』は水曜プライムタイム枠で放送されていたミニ番組で、『i ♥ MUSIC premium』は木曜深夜枠で月に1回のペースで放送されていた30分番組である。いずれも東海テレビの自社製作番組で、NTTドコモの一社提供で放送されていた。当初は『i ♥ MUSIC』のみが放送されていたが、それから半年後に総集編的なポジションの番組として『premium』がスタート。かつて存在していた番組公式サイトのバックナンバーには、この『premium』に関する情報が全て掲載されていた。
両番組ともに、その回で特集するミュージシャンの新譜情報をその曲のプロモーションビデオに乗せながら伝えていた。また、VTRパートにはミュージシャン本人が出演し、自身が創作活動を始めたきっかけなどについて語っていた。番組はPC向けの公式サイトのほかにも携帯電話向けのモバイルサイトを運営していたが、番組終了直後にドコモの携帯端末でこの携帯サイトにアクセスすると番組から様々なプレゼントが贈られた。その内訳は、その回のVTRに出演したミュージシャンからの直筆サイン入りポスターなどが抽選で当たるプレゼントや、ダウンロード数限定の着うたの先着無料配信（ダウンロードに要したパケット通信料は対象外）といったものがメインだった。
なお、この番組のタイトルは番組表とEPGにおいては『i ラブ MUSIC 〜音楽の風景〜』と副題付きにされていたが、実際のタイトルロゴにはそのような副題は付いていなかった。

## 放送時間
いずれもJST。

### i ♥ MUSIC
- 水曜 21:54 - 22:00

### i ♥ MUSIC premium
- 毎月最終木曜 25:15 - 25:45 （2007年放送版）
- 毎月最終木曜 25:05 - 25:35 （2008年放送版・2009年放送版）

## スタッフ
- ナレーター - DALE
- 構成 - 橋本吾市
- 技術協力 - VRS、tv city
- ディレクター - 大矢聡司
- プロデューサー - 稲田卓
- 制作協力 - Big Arrows
- 制作著作 - 東海テレビ